# شرح امثله
شرح امثله یا شرح الامثله نام کتابی در موضوع علم صرف است. این کتاب اثری است از میر سید شریف جرجانی که در قرن هفتم هجری قمری به نگارش درآمده. این کتاب، یکی از کتب موجود در جامع المقدمات است که سالیان سال در حوزه‌های عملیه تدریس می‌شود.

## محتوا
کتاب شرح امثله، شرحی است بر کتاب امثله که آن نیز اثری است از میر سید شریف جرجانی. برخی شرح را منسوب به جرجانی می‌دانند. نویسنده کتاب را با تعریف واژه کتاب آغاز کرده و سپس به مباحث علم صرف می‌پردازد. وی ابتدا به شیوه ساخت افعال مختلف در زبان عربی پرداخته و ترجمه هر فعل را به‌طور مفصل بیان کرده‌است. وی سپس به مباحثی چون اسم فاعل، اسم مفعول، امر، نهی، استفهام و… می‌پردازد.

## وضعیت نشر
کتاب امثله و شرح آن، در مجموعه کتب جامع المقدمات به چاپ‌های مختلفی نشر داده شده‌است؛ از جمله چاپ‌های جامع المقدمات می‌توان به مؤسسه نشر اسلامی اشاره کرد.

## شروح
بر کتاب امثله شروحی نگاشته شده، از جمله شرح تحفه طالقانی که به شرح کبیر نیز شناخته می‌شود. این شرح اثری است از مهدی بکان طالقانی و به زبان فارسی است. احد احمدی‌خویی نیز به صورت مستقل به شرح کتاب امثله پرداخته و آن را به شیوه‌ای نوین با نام «شرح امثله: فراگیری عمیق عربی به روش جدید» به چاپ رسانده‌است.